# Cussonia bancoensis
Cussonia bancoensis é uma espécie de 'Cussonia nativa da Gana.